# Nasser Shabani
Nasser Shabani (en persa: ناصر شعبانی Nasser Shaabani) (¿-13 de marzo de 2020) fue un general iraní y alto comandante del Cuerpo de la Guardia Revolucionaria Islámica (IRGC). Fue conocido por usar a los rebeldes Houthi para atacar a los petroleros sauditas.

## Carrera
Shabani comenzó su carrera militar en 1982 durante la guerra Irán-Irak. Participó en la represión del levantamiento de Amol el mismo año. En el último año de la guerra Irán-Irak, fue promovido para convertirse en uno de los varios frentes del Cuerpo de la Guardia Revolucionaria Islámica. Jugó un papel clave en la Operación Mersad, y más tarde escribió varios libros sobre la guerra. En 2011, sucedió al presidente de la universidad del Imam Hussein y se convirtió en uno de los diputados del campo de Tharallah.
En 2018, declaró en los medios estatales iraníes que el IRGC ordenó a las fuerzas Houthi en Yemen atacar a dos petroleros sauditas en el estrecho de Bab al-Mandab. 

## Muerte
Murió a causa del COVID-19 el 13 de marzo de 2020. La noticia fue difundida a través de la agencia de noticias semioficial iraní Fars.